# Subjektivno iskustvo
U psihologiji uma, subjektivno iskustvo (engl. qualia) se definiše kao slučajevi subjektivnog, svesnog iskustva. Termin qualia potiče od latinskog srednjeg oblika množine (qualia) latinskog prideva sa značenjem „od kakvog tipa“ u kontekstu datog slučaja, kao što je „kako je ukusa specifična jabuka — ova određena jabuka sada“.
Primeri subjektivnog iskustva uključuju uočeni osećaj bola, glavobolju, ukus vina i crvenilo večernjeg neba. Kao kvalitativna karakteristika senzacije, subjektivno iskustvo stoji u suprotnosti sa propozicionim stavovima, gde je fokus na verovanjima o iskustvu, a ne na onome što se direktno doživljava.
Američki filozof Čarls Sanders Pirs uveo je termin quale u filozofiju 1866. godine, a 1929. K. I. Luis je prvi upotrebio termin „qualia“ u njegovom opšte prihvaćenom modernom smislu. Frenk Džekson je kasnije definisao subjektivno iskustvo kao „...posebno određene karakteristike telesnih senzacija, ali i određenih perceptivnih iskustava, koja nijedna količina čisto fizičkih informacija ne uključuje“. Filozof i kognitivni naučnik Danijel Denet je sugerisao da je subjektivno iskustvo „nepoznat termin za nešto što ne može biti poznatije svakom od nas: način na koji nam se stvari čine“.
Priroda i postojanje subjektivnog iskustva prema različitim definicijama ostaju kontroverzni. Veliki deo debate o važnosti subjektivnog iskustvo zavisi od definicije termina, a različiti filozofi naglašavaju ili poriču postojanje određenih karakteristika subjektivnog iskustva. Neki filozofi uma, poput Danijela Deneta, tvrde da subjektivno iskustvo ne postoji. Drugi filozofi, kao što su neuronaučnici i neurolozi, veruju da subjektivno iskustvo postoji i da je želja nekih filozofa da zanemare subjektivno iskustvo zasnovana na pogrešnom tumačenju onoga što čini nauku. U okviru uma, ili nedualizma, subjektivno iskustvo se može smatrati uporedivim i analognim konceptima đnane koji se nalaze u istočnoj filozofiji i tradicijama.

## Literatura
- Various authors (19. 3. 2007).  Chalmers, David, ур. „Online collection of papers on qualia”. Архивирано из оригинала 2007-03-19. г.
- Dennett, Daniel (28. 3. 2023). „Quining Qualia”. Cognitive Studies. Tufts University.
- Gregory, Richard (19—26. 12. 1998). „Snapshots from the Decade of the Brain: Brainy Mind”. Br. Med. J. 317 (7174): 1693—1695. JSTOR 25181353. PMC 1114483 . PMID 9857130. doi:10.1136/bmj.317.7174.1693. Qualia and the sensation of time.
- Lormand, Eric. „Qualia! (Now showing at a theatre near you)” (response to D. Dennett). University of Michigan.
- Ramachandran, V.S.; Hirstein, W. (1. 5. 1997). „Three Laws of Qualia: What Neurology Tells Us About the Biological Functions of Consciousness, Qualia and the Self” (PDF). Journal of Consciousness Studies. Imprint Academic. 4 (5–6): 429—58. Архивирано из оригинала 6. 8. 2003. г. Biological perspective.
- Alter, Torin. „The Knowledge Argument”. A Field Guide to the Philosophy of Mind. University of Rome. Архивирано из оригинала 2012-12-03. г. Приступљено 2007-01-22.
- Robinson, William. „Qualia realism”. A Field Guide to the Philosophy of Mind. University of Rome. Архивирано из оригинала 2012-12-03. г. Приступљено 2007-01-22.
- Stanford Encyclopedia of Philosophy
- Byrne, Alex (2020). „Inverted qualia”. Stanford Encyclopedia of Philosophy. Stanford University.
- Nida-Rümelin, Martine (2021). „Qualia: The knowledge argument”. Stanford Encyclopedia of Philosophy. Stanford University.
- Tye, Michael (2021). „Qualia”. Stanford Encyclopedia of Philosophy. Stanford University.
- Mroczko-Wąsowicz, A.; Nikolić, D. (2014). „Semantic mechanisms may be responsible for developing synesthesia” (PDF). Frontiers in Human Neuroscience. 8: 509. PMC 4137691 . PMID 25191239. doi:10.3389/fnhum.2014.00509 .
- „Qualia”. Stanford Encyclopedia of Philosophy. Metaphysics Research Lab, Stanford University. 2021.

## Spoljašnje veze
- „Qualia”. Internet Encyclopedia of Philosophy (article). University of Tennessee. ISSN 2161-0002.